# Balsero del Titicaca
«Balsero del Titicaca» es un huayño compuesto en 1945 por el músico peruano Rosendo Huirse Muñoz en 1945. La pieza se ha convertido en un tema representativo del altiplano peruano y ha sido interpretada por diversas agrupaciones a lo largo del tiempo.

## Historia
Rosendo Huirse Muñoz compuso «Balsero del Titicaca» en 1945, inspirándose en los navegantes del lago Titicaca, quienes utilizaban balsas de totora como medio de transporte. Esta práctica ancestral, común en la región andina, influyó en la temática y el título de la composición.
En 1945, su hijo Jorge Huirse Reyes grabó la pieza en Argentina. A lo largo de los años, la canción ha sido interpretada y versionada por distintos artistas y grupos de música andina.

### Derecho del autor
La autoría de «Balsero del Titicaca» ha sido objeto de controversia debido a diversas versiones y arreglos realizados por músicos internacionales. El investigador peruano Pepe Ladd emprendió una campaña para reconocer a Jorge Huirse Reyes como su legítimo autor, argumentando que la obra fue utilizada sin atribución adecuada. Según Ladd, el argentino Jorge Milchberg, así como los artistas Rubén Blades y Willie Colón, incorporaron arreglos a la composición sin reconocer su origen. Uno de los casos más destacados de uso dela melodía fue el realizado en  «Watch Out for This» de Daddy Yankee, una canción que alcanzó gran difusión a nivel mundial y formó parte de una campaña publicitaria de Pepsi en 2013, protagonizada por Lionel Messi.

La autoría del tema fue atribuida a Jorge Milchberg bajo el título Kacharpari, registrado en 1965. Sin embargo, investigaciones posteriores indican que la composición de «Balsero del Titicaca» data de años anteriores:
Pero, 20 años antes en Puno, el peruano Jorge Huirse grabó ‘Balsero del Titicaca’ (…) han pasado casi 80 años y a Huirse no se la ha dado jamás crédito por los usos de su melodía.
Rosendo Huirse, compositor original de la obra, defendió en vida sus derechos de autor. En la década de 1970, su hijo Jorge Huirse denunció la apropiación del tema por parte del quenista argentino Uña Ramos. Además, el grupo boliviano Rumillajta incluyó «Balsero del Titicaca» en su álbum Wiracocha, registrado en Inglaterra, acreditándolo al compositor Calixto Pacheco.
La campaña liderada por Pepe Ladd busca que la autoría de la obra sea reconocida oficialmente en favor de Jorge Huirse Reyes. Al respecto, músicos peruanos como Delia Rojas Gallegos y Víctor Huirse han manifestado su apoyo a la iniciativa.

## Reconocimiento
El 27 de diciembre de 2023, el Ministerio de Cultura del Perú, a través de la Resolución Viceministerial N° 000332-2023-VMPCIC/MC, declaró Patrimonio Cultural de la Nación a la obra musical de Rosendo Albino Huirse Muñoz, incluyendo «Balsero del Titicaca». Esta distinción reconoce el legado del compositor y su contribución a la música tradicional del Perú.